# Manuel Ibarra
Manuel Francisco Ibarra Valdés (Graneros, 18 novembre 1977) è un ex calciatore cileno, di ruolo centrocampista.

## Biografia
È sposato con Francisca Couchot e ha due figlie.

## Carriera

### Club
Ha giocato per Coquimbo Unido, Santiago Morning, Cobresal, Everton, Magallanes, Unión Española e Universidad de Chile. Ha vinto il titolo nazionale clieno nel 2004 con l'Universidad de Chile.

### Nazionale
Partecipò ai Giochi olimpici di Sydney 2000 con la Nazionale cilena, con la quale vinse la medaglia di bronzo.

## Palmarès

### Club
- Primera División de Chile: 1

Apertura 2004

### Nazionale
- Bronzo olimpico: 1

Sydney 2000